# タピオカウツボ
タピオカウツボ（学名: Gymnothorax shaoi）は、ウツボ科ウツボ属のウツボの一種である。台湾で採集された標本を元にして2007年に新種記載された。
日本での発見は、2022年1月、奄美市の奄美海洋展示館の学芸員が展示館近くの砂浜で本種を釣り上げ、SNSに写真を投稿すると、専門家などから「珍しい種類の可能性がある」といった連絡が相次いだ。その後、北九州市立自然史・歴史博物館とともに研究を進め、本種と同定した。

## 分布
海洋性で太平洋北西海域の温帯に生息する。これまでに、台湾、マルケサス諸島、奄美大島で確認されている。

## 形態
最大全長は68.6 cm、最大体重は467.80 g。

## 名称
種小名と英語での普通名は、台湾における魚類データベースと、新種を報告した著者らのウツボ関連研究への支援・貢献を行った邵廣昭（Kwang-Tsao Shao）への献名である。
和名は、取材にきたNHKの記者が、特徴的な暗褐色の円斑と地色の褐色がタピオカミルクティーに似ていると発案したことや、台湾で初めて確認された種類だったことから、「タピオカウツボ」と命名された。